# Zapoprężenie

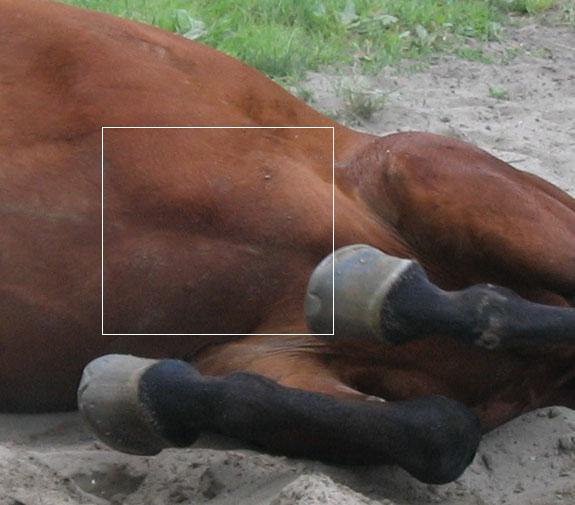
Mięśnie piersiowe konia podczas tarzania się

Zapoprężenie – nadwyrężenie mięśni piersiowych konia z powodu przemieszczania się ich pod mocno dopiętym popręgiem. Może nastąpić podczas schylania się konia (schylania szyi, np. w celu skubania trawy) lub obracania konia w wąskiej przestrzeni, np. w wąskim stanowisku, w podciągniętym do jazdy popręgu. Mocno dopięty popręg nie pozwala na właściwe kurczenie się mięśni konia w wymienionych sytuacjach i im podobnych.

## Zapobieganie
Pozostawianie popręgu jedynie lekko dopiętego w momentach, gdy koń nie jest użytkowany pod jeźdźcem. Należy także uważać, by podczas jazdy konnej koń nie schylał się np. w celu skubania trawy. Popręg powinien też być dociągany stopniowo – nie powinno się go dociągać maksymalnie tuż po osiodłaniu zwierzęcia; należy poczekać na stopniowe rozluźnienie się zwierzęcia w ruchu.

## Objawy
Do objawów zapoprężenia należą: obrzęk, sztywność i bolesność mięśni piersiowych konia w okolicy mocowania popręgu.

## Leczenie
W leczeniu stosuje się przykładanie zimnych okładów i masaże. Koń zapoprężony nie może być siodłany, możliwa jest jedynie lekka praca: lonżowanie i jazda na oklep. Leczenie zapoprężenia trwa około tygodnia.